# Бужак, Леонид Арефьевич
Леонид Арефьевич Бужак (13 декабря 1925, Мазуровка, Тульчинский округ — 22 января 2002, Одесса) — разведчик 227-го гвардейского стрелкового полка, гвардии младший сержант — на момент представления к награждению орденом Славы 1-й степени.

## Биография
Родился 13 декабря 1925 года в селе Мазуровка Тульчинского района Винницкой области. Украинец. Член КПСС с 1966 года. Окончил 7 классов и 1 курс техникума железнодорожного транспорта.
В 1935 году с семьёй переехал в город Одесса. С октября 1941 года по апрель 1944 года находился на временно оккупированной территории. После освобождения Одессы призван в Красную Армию и направлен стрелком в 227-й гвардейский стрелковый полк 79-й гвардейской стрелковой дивизии. С того же времени на фронте. В составе 8-й гвардейской армии воевал на 3-м Украинском и 1-м Белорусском фронтах. Участвовал в освобождении Одесской области, в Люблин-Брестской операции и боях по овладению Магнушевским плацдармом.
12 августа 1944 года гвардии красноармеец Бужак на плацдарме на левом берегу реки Висла у населённых пунктов Бронтин, Еленюв, Звежинец при отражении контратаки истребил семь противников. Приказом командира 79-й гвардейской стрелковой дивизии от 6 сентября 1944 года за мужество, проявленное в боях с врагом, гвардии младший сержант Бужак награждён орденом Славы 3-й степени.
Во время боёв в Польше Л. А. Бужак стал разведчиком. В ходе Висло-Одерской операции он участвовал в освобождении города Лодзь, форсировании Одера и боях за плацдарм. 2 февраля 1945 года гвардии младший сержант Бужак с тремя разведчиками первым ворвался в населённый пункт Лангенфельд, убил восьмерых, захватил в плен троих вражеских солдат, поджёг два автомобиля. Приказом по 8-й гвардейской армии от 25 февраля 1945 года гвардии младший сержант Бужак награждён орденом Славы 2-й степени.
В дальнейшем он участвовал в штурме городов-крепостей Познань и Кюстрин. 29 марта 1945 года в составе группы разведчиков в районе населённого пункта Подельциг захватил «языка». 5 апреля в том же районе, будучи в разведке, уничтожил несколько солдат противника, добыл ценные документы, пленил гитлеровца и доставил его в штаб полка.
Указом Президиума Верховного Совета СССР от 15 мая 1946 года за мужество, отвагу и героизм, проявленные в борьбе с захватчиками, гвардии младший сержант Бужак Леонид Арефьевич награждён орденом Славы 1-й степени. Кроме того, за прорыв обороны противника на западном берегу реки Одер он был награждён орденом Отечественной войны 2-й степени.
Войну закончил в Берлине. После войны продолжал службу в армии. В 1950 году старшина Бужак демобилизован. Жил в городе Одесса. В 1967 году окончил политехнический институт. Работал начальником сектора в конструкторском бюро объединения «Пресмаш». Участник парадов Победы в Москве 27 июня 1945 года и 9 мая 1985 года.
Награждён орденами Отечественной войны 1-й и 2-й степени, Славы 1-й, 2-й и 3-й степени, медалями.
Умер 22 января 2002 года. В 1999 году навечно зачислен в списки курсантов общевойскового факультета Одесского института Сухопутных войск. На здании Одесского железнодорожного техникума установлена мемориальная доска.